# Белла Ролланд
Белла Ролланд (англ. Bella Rolland; род. 11 июля 1994 года в Сакраменто, Калифорния, США) — американская порноактриса.

## Карьера
Выросла в Сакраменто, штат Калифорния. Училась в старшей школе «Эль Камино». После школы работала моделью и в ветеринарной клинике. В 2017 году завела премиум-аккаунт Snapchat и некоторое время снималась в качестве вебкам-модели.
Начала карьеру в индустрии для взрослых в марте 2019 года в возрасте 24 лет. Дебютная сцена с участием Ролланд была снята 5 марта для сайта Net Video Girls. Первую часть своего сценического псевдонима взяла в честь модели Беллы Хадид, а Ролланд возник из интереса к одному из нераскрытых убийств в истории США. Принимает участие в съёмках сцен мастурбации, лесбийского, традиционного и анального секса.
Снимается для множества студий и брендов, среди которых Brazzers, Cherry Pimps, Evil Angel, Girlfriends Films, Mofos, Reality Kings, Spizoo, Tushy и другие.
В результате голосования, организованным журналом NightMoves, Ролланд в декабре 2020 года стала лауреатом премии NightMoves Award в категории «Лучшая новая старлетка».
Согласно базе данным Internet Adult Film Database на декабрь 2020 года, снялась в более чем 100 порнофильмах и сценах.

## Награды и номинации
| Год  | Награда          | Результат | Категория                                                                                 | Фильм                            |
| ---- | ---------------- | --------- | ----------------------------------------------------------------------------------------- | -------------------------------- |
| 2020 | AVN Award        | Номинация | Награда поклонников: самый горячий новичок                                                | н/д                              |
| 2020 | NightMoves Award | Победа    | Лучшая новая старлетка (выбор поклонников)                                                | н/д                              |
| 2020 | Spank Bank Award | Номинация | Princess of the Piledriver                                                                | н/д                              |
| 2020 | Spank Bank Award | Номинация | Tantalizing Tall Drink of Water                                                           | н/д                              |
| 2020 | XCritic Award    | Победа    | Лучшая новая старлетка                                                                    | н/д                              |
| 2021 | AVN Award        | Номинация | Лучшая новая старлетка                                                                    | н/д                              |
| 2021 | XBIZ Award       | Номинация | Лучшая сцена секса — эротика (вместе с Дерриком Пирсом)                                   | Swipe Right                      |
| 2021 | XBIZ Award       | Номинация | Лучший новый исполнитель                                                                  | н/д                              |
| 2022 | Fleshbot Award   | Номинация | Лучшая сцена группового секса (вместе с Данте Колле, Кирой Нуар и Райаном Дриллером)      | Hungry for More?                 |
| 2022 | XBIZ Award       | Номинация | Лучшая сцена секса — гонзо (вместе с Даной Деармонд)                                      | Tushy Raw V21                    |
| 2023 | AVN Award        | Номинация | Лучшая лесбийская групповая сцена (вместе с Банни Колби и Сабиной Руж)                    | From Bad to Worse                |
| 2023 | AVN Award        | Номинация | Лучшая сцена секса вчетвером/оргии (вместе с Данте Колле, Кирой Нуар и Райаном Дриллером) | Hungry for More?                 |
| 2024 | AVN Award        | Номинация | Лучшая сцена мастурбации/стриптиза                                                        | How Women Orgasm — Bella Rolland |
| 2024 | AVN Award        | Номинация | Лучшая сцена триолизма (вместе с Алексом Мэком и Джианной Диор)                           | The Mechanic’s Messy Wife        |
| 2024 | XBIZ Award       | Номинация | Лучшая сцена секса — только девушки (вместе с Армани Блэк и Дженнифер Уайт)               | Bedside Manhandlers              |

## Избранная фильмография
- 2019 — My Wife Likes BBC
- 2019 — Women Seeking Women 166
- 2020 — All Anal Service 2
- 2020 — Anal Crazed[15]
- 2020 — Back in the Game
- 2020 — My Big Ass Crush
- 2020 — Perv City University Anal Majors 8
- 2020 — Reform School Girls 4: The Wicked Warden[16]
- 2020 — Swallowed 37
- 2020 — Swipe Right[17]
- 2020 — True Anal Love 5
- 2020 — Twisted Passions 28[18]